# Player First Games
Player First Games est une entreprise américaine de développement, d'édition et de distribution de jeux vidéo basée à Los Angeles. Elle a été créée par Tony Huynh et Chris White en 2019. La société développe le jeu vidéo MultiVersus en coopération avec Warner Bros. Interactive Entertainment, qui est son éditeur. Le 25 février 2025, Warner Bros. ferme la société.

## Historique
La société a été créée par deux anciens développeurs de jeux vidéo à succès, tels que God of War et League of Legends. Les deux fondateurs se sont rencontrés à la tête d'une équipe de développement chez Riot Games.
Les employés de Player First Games ont travaillé pour divers studios, tels que Disney Interactive, Blizzard ou Amazon Game Studios.
Le 18 novembre 2021, Warner Bros. Interactive Entertainment annonce son jeu de combat, MultiVersus, sorti en mai 2024, en coopération avec Player First Games,.
En janvier 2025, Player First Games annonce la fermeture des serveurs de MultiVersus au 30 mai 2025. En février 2025, Warner Bros. ferme studio.

## Jeu développé
- MultiVersus (2024)